# Análisis y evaluación del riesgo ambiental
El análisis y evaluación del riesgo ambiental es una herramienta metodológica que permite estimar el riesgo de que se produzcan determinadas consecuencias en el medio ambiente. Este proceso se puede llevar a cabo utilizando como referencia diferentes métodos y normas. El proceso de análisis y evaluación del riesgo ambiental se extenderá en España en los próximos años debido a la aprobación de la Ley de Responsabilidad Medioambiental.

## Historia
La ley de responsabilidad medioambiental pretende conseguir que las empresas respondan a los daños que pudieran ocasionar a determinados recursos naturales (en definitiva al medio ambiente). Las empresas están, por tanto, obligadas a devolver el recurso dañado a su situación inicial.
Actualmente, y dado el presente marco legislativo, se han desarrollado (y también actualizado), diferentes métodos que tengan en cuenta las expectativas y necesidades de las partes interesadas. Con estas herramientas se pretende proporcionar elementos de juicio que orienten a los distintos agentes implicados en la toma de decisiones, así como cumplir con los nuevos requisitos legales (y para algunas empresas, los ya existentes).
La determinación del daño medioambiental comprende la realización de una serie operaciones encaminadas, en primer lugar, a identificar el agente causante del daño y los recursos naturales y servicios afectados; en segundo lugar, a cuantificar el daño en función de su extensión, intensidad y escala temporal y, finalmente, a evaluar su significatividad. Hay que tener en cuenta que la determinación de la significatividad del daño es una operación crucial, puesto que sobre ella descansa la aplicabilidad del sistema de responsabilidad medioambiental. Se debe procurar, por tanto, utilizar criterios que garanticen la objetividad en esa labor de apreciación (precisamente por eso se debería optar por referir dicha significatividad a los estándares ya previstos en otras normas validadas para cada recurso natural, dado que reflejan lo debe entenderse por un estado razonable conservación de cada uno de ellos, y por ende, permiten calificar la alteración adversa de ese estado como un daño significativo que debe repararse).
Algunas de las referencias y métodos objetivos más utilizados, son:
- Modelos de informe de riesgos ambientales tipo
- MIRAT
- Guías metodológicas sectoriales
- Aplicación directa de la norma UNE 150.008 y el RD 2090/2008 (que desarrolla la Ley de RMA).

La metodología básica consiste en:
- Análisis del riesgo
- Evaluación del riesgo
- Gestión del riesgo

Debemos tener en cuenta no obstante que hay que realizar un adecuado seguimiento y consulta, así como el seguimiento del riesgo detectado.
Para ello, es recomendable identificar sucesos iniciadores, asignar probabilidades del suceso iniciador y establecer diferentes escenarios del riesgo.